# Wim Blondeel
Wim Blondeel (Eeklo, 25 december 1973) is een Belgische voormalige kogelstoter. Hij werd meervoudig Belgisch kampioen kogelstoten en behoorde sinds de jaren negentig tot de beste Belgische kogelstoters.

## Biografie
Zijn eerste succes boekte hij in 1996 door bij de Belgische kampioenschappen atletiek op het onderdeel kogelstoten de gouden medaille te veroveren met een beste poging van 16,72 m. Hierna zouden nog vele nationale titels volgen.
Op 20 februari 2005 verbeterde hij zijn eigen Belgische indoorrecord kogelstoten tot 18,87 m. Zijn persoonlijke outdoorrecord staat op 19,29 m, gegooid in 2004 in Plovdiv bij de Europabeker. Hiermee kwam hij zeer dicht bij het Belgische record kogelstoten van 19,34 m, dat sinds 30 mei 1976 in handen is van Georges Schroeder.
Wim Blondeel is tevens de broer van Veerle Blondeel, die op 28 augustus 2004 het Belgische record kogelstoten verbeterde tot 16,70 m in een wedstrijd in Tessenderlo. Zij heeft ook de tweede prestatie ooit bij het discuswerpen op haar naam staan. De jongste zus Patricia Blondeel (15 juli 1986) werd in 2004 en 2007 Belgisch kampioene hamerslingeren.

## Belgische kampioenschappen
Outdoor
| onderdeel    | jaar                                                                               |
| ------------ | ---------------------------------------------------------------------------------- |
| kogelstoten  | 1996, 1997, 1998, 1999, 2001, 2003, 2004, 2005, 2006, 2007, 2008, 2009, 2010, 2011 |
| discuswerpen | 2007, 2009, 2010                                                                   |

Indoor
| onderdeel   | jaar                                                             |
| ----------- | ---------------------------------------------------------------- |
| kogelstoten | 1996, 1998, 2000, 2001, 2003, 2004, 2005, 2006, 2009, 2010, 2011 |

## Persoonlijke records
| Onderdeel             | Prestatie       | Datum            | Plaats   |
| --------------------- | --------------- | ---------------- | -------- |
| discuswerpen          | 55,29 m         | 29 juni 2008     | Oostende |
| kogelstoten (outdoor) | 19,29 m         | 19 juni 2004     | Plovdiv  |
| kogelstoten (indoor)  | 18,87 m (ex-NR) | 20 februari 2005 | Gent     |

## Palmares

### kogelstoten
- 1996:  BK AC indoor - 17,31 m
- 1996:  BK AC - 16,72 m
- 1997:  BK AC indoor - 16,70 m
- 1997:  BK AC - 16,71 m
- 1998:  BK AC indoor - 17,15 m
- 1998:  BK AC - 17,01 m
- 1999:  BK AC - 17,30 m
- 2000:  BK AC indoor - 18,26 m (NR)
- 2000: 18e kwalificaties EK indoor in Gent - 17,45 m
- 2001:  BK AC indoor - 18,35 m (NR)
- 2001:  BK AC - 17,47 m
- 2003:  BK AC indoor - 17,08 m
- 2003:  BK AC - 17,65 m
- 2004:  BK AC indoor - 17,41 m
- 2004:  BK AC - 18,88 m
- 2005:  BK AC indoor - 18,87 m (NR)
- 2005:  Gouden Spike - 18,37 m
- 2005:  BK AC - 18,35 m
- 2006:  BK AC indoor - 17,88 m
- 2006:  BK AC - 18,71 m
- 2007:  BK AC - 18,85 m
- 2008:  BK AC - 18,12 m
- 2009:  BK AC indoor - 18,43 m
- 2009:  BK AC - 18,61 m
- 2010:  BK AC indoor - 18,08 m
- 2010:  BK AC - 18,44 m
- 2010: 8e Memorial Van Damme - 18,15 m
- 2011:  BK AC indoor - 17,11 s

### discuswerpen
- 2007:  BK AC - 50,81 m
- 2008:  BK AC - 52,81 m
- 2009:  BK AC - 53,26 m
- 2010:  BK AC - 53,42 m